# Filippo Fabri
Filippo Fabri, né en 1564 à Brisighella et mort le 28 août 1630 à Padoue, lat. Philippus Faber ou parfois Faventinus (c'est-à-dire de Faenza, ville située à 13 kilomètres de son lieu de naissance Brisighella), est un théologien et philosophe scotiste italien du début du XVIIe siècle.

## Biographie
Filippo Fabri étudia à Ferrare à partir de 1583, Padoue et à Rome au Collège Saint Bonaventure. Il devint ensuite lecteur de métaphysique à Venise en 1593, puis à Crémone, Parme et finalement Padoue. Ardent défenseur de la philosophie scotiste à partir de laquelle il élabora une philosophie de la nature, l'œuvre de Fabri est particulièrement intéressante dans ses attaques contre les représentants tardifs de l'averroïsme padouan tels que Pomponazzi et Piccolomini. Ses disputes théologiques sont d'une grande clarté, et le font compter parmi les meilleurs commentateurs de Jean Duns Scot de son temps. Fabri y discute également les thèses de la première grande génération jésuite (il cite beaucoup Luis de Molina, Francisco Suárez, Gabriel Vázquez, Gregorio de Valencia, et les thomistes Domingo Báñez, Francisco Zumel), et son cours fut encore amplement utilisé par Bartolomeo Mastri.